# Slutledning
En slutledning är en process, vid vilken man från ett antal premisser och i kraft av en slutledningsregel framställer en slutsats.
En slutledning är giltig då slutsatsen följer av premisserna. Slutsatsen S, sägs följa av premisserna P1....Pn då konjunktionen av dessa tautologt implicerar slutsatsen, vilket med symboler kan uttryckas som:
P1....Pn {\displaystyle \vdash S.}
Härav följer att slutsatsen S är sann då premisserna är sanna, men om någon av dessa är falsk kan, även om slutledningen är giltig, slutsatsen vara falsk.
En härledning brukar beskrivas som en serie av slutledningar.

## Psykologisk slutledning
Slutledning är i psykologisk mening en tankeprocess som utifrån ett antal antaganden leder fram till ett omdöme, som upplevs som något nytt och mera långtgående än antagandena.
Den s. k. slutledningens paradox består i att slutsatsen ur logisk synpunkt redan finns innesluten i premisserna, medan den psykologiskt sett uppfattas som något som går utöver dem.